# Kantvitmossa
Kantvitmossa (Sphagnum quinquefarium) är en bladmossart som beskrevs av Warnstorf 1886. Enligt Catalogue of Life ingår Kantvitmossa i släktet vitmossor och familjen Sphagnaceae, men enligt Dyntaxa är tillhörigheten istället släktet vitmossor och familjen Sphagnaceae. Arten är reproducerande i Sverige. Inga underarter finns listade i Catalogue of Life.

## Bildgalleri

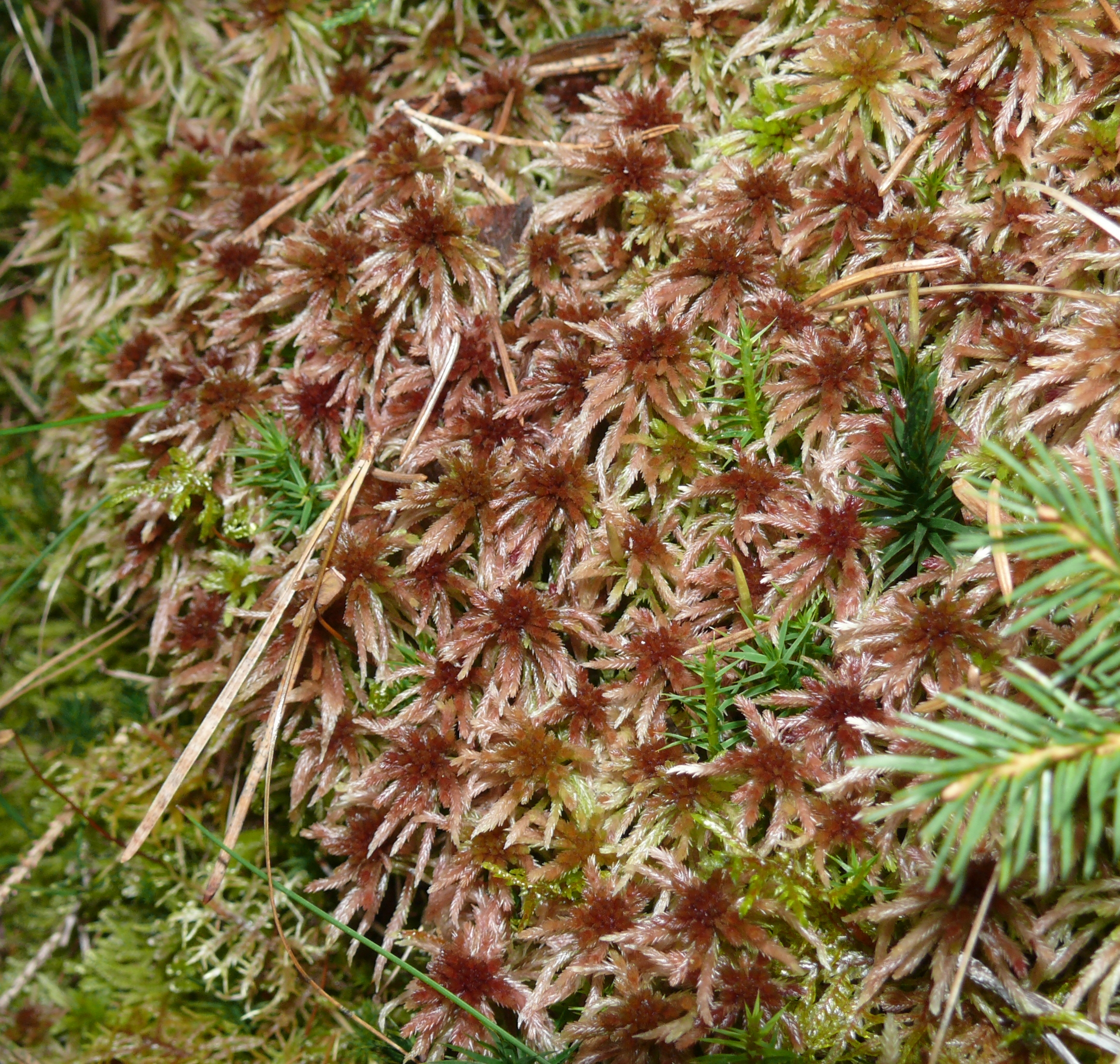
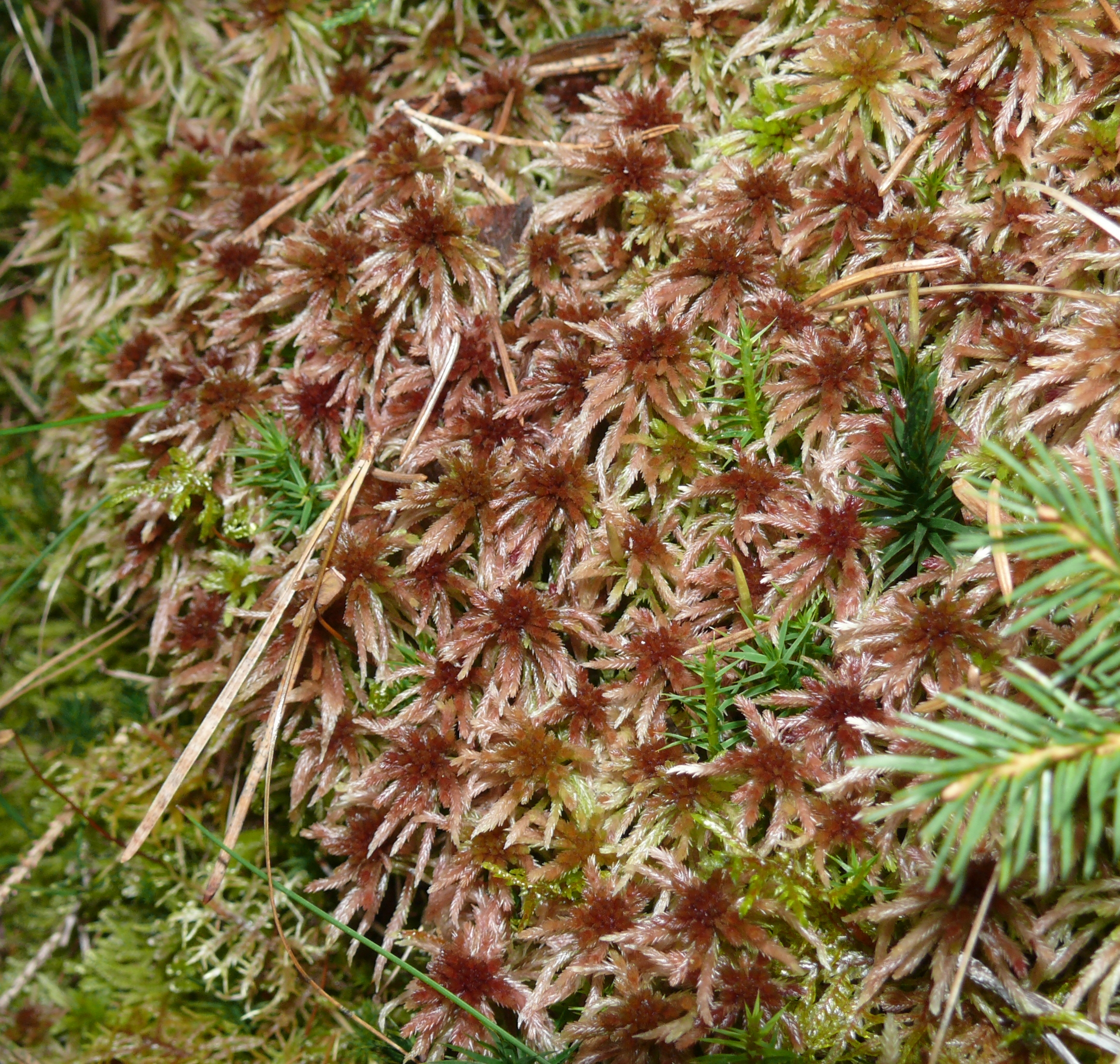